# Peter Tunner
Peter Tunner (10. května 1809 Deutschfeistritz nebo Untergaden u Köflachu – 8. června 1897 Leoben) byl rakouský hutnický odborník a politik ze Štýrska, v 2. polovině 19. století poslanec Říšské rady.

## Biografie
V roce 1824 absolvoval nižší reálnou školu ve Štýrském Hradci. Potom získával zkušenosti u otce, který tehdy pracoval coby správce dolu a hutě v Turrachu. Od roku 1827 Peter Franz působil v soukromých železárnách v korutanském Frantschachu, kde se zasloužil o zdokonalení výrobních procesů. Následně studoval na vídeňské polytechnice. Po jejím absolvování navštívil ze studijních důvodů řadu důlních a hutních podniků. Roku 1832 se stal ředitelem hutě v Mauterndorfu, později působil coby správce hutě v Katschi. Roku 1835 byl jmenován profesorem v oboru hornictví a hutnictví na technické škole Joanneum ve Štýrském Hradci. Podnikl další studijní cesty do mnoha evropských hutních závodů. Roku 1840 se přestěhoval do Vordernbergu, kde vyučoval na tamní báňské škole, jejímž ředitelem se stal roku 1849. Roku 1850 byl tento ústav přesunut do Leobenu a roku 1861 povýšen na hornickou akademii. Roku 1855 obdržel Tunner titul sekčního rady, roku 1861 Řád železné koruny a roku 1864 povýšen do rytířského stavu. Město Leoben mu roku 1863 udělilo čestné občanství. Podílel se na založení několika průmyslových podniků a stál za technologickými inovacemi v metalurgii. Podílel se na četných mezinárodních výstavách rakouského průmyslu. Roku 1871 byl jmenován ministerským radou a roku 1874 získal Řád Františka Josefa.
Roku 1867 byl zvolen na Štýrský zemský sněm za kurii měst a průmyslových míst, obvod Leoben, Vordernberg, Eisenerz a Trofaiach. Zemský sněm ho 10. dubna 1867 zvolil i do Říšské rady. Poslancem zemského sněmu byl do roku 1871.
Zemřel v červnu 1897.
Jeho švagrem byl železářský odborník, pedagog a politik Franz Sprung (1815–1890).